# Comuna Zavitne, Kiverți
Zavitne (în ucraineană Завітне) este o comună în raionul Kiverți, regiunea Volînia, Ucraina, formată din satele Ciovnîțea și Zavitne (reședința).

## Demografie
Componența lingvistică a satului Zavitne
     Ucraineană (98,95%)
     Alte limbi (0,93%)
Conform recensământului din 2001, majoritatea populației satului Zavitne era vorbitoare de ucraineană (98,95%), existând în minoritate și vorbitori de alte limbi.